# Gemeenlandsevaartbrug
De Gemeenlandsevaartbrug is een ophaalbrug in het Utrechtse dorp Vinkeveen gemeente De Ronde Venen. De brug verbindt de Herenweg met het Achterbos en ligt nabij Waeterrijck en overspant de Gemeenlandsevaart. De vrij smalle brug wordt ter plekke bediend en is beveiligd met slagbomen die door de brugwachter handmatig moeten worden bediend. Oorspronkelijk bevond zich alleen aan de kant van het Achterbos een slagboom. Aan de kant van de Herenweg bevindt zich een brugwachtershuis en indien de brugwachter niet aanwezig is kan hij door de scheepvaart worden opgeroepen met een drukknop bij de brug. De brug moet voornamelijk worden geopend voor de pleziervaart en bediening vindt in de zomer vaker plaats dan in de winter.
Op 16 december 2006 werd de brug door een vrachtwagen aangereden en werd dusdanig beschadigd dat de volledige bovenbouw moest worden verwijderd en vernieuwd. De vernieuwde bovenbouw van de brug werd elders gebouwd en tot die tijd werd de oude brug eerst elke veertien dagen en in het hoogseizoen elke week met een kraan geopend voor het scheepvaartverkeer. De vernieuwde brug kreeg elektrische bediening en werd op 1 juni 2007 weer in bedrijf gesteld.